# Lawra Municipal District
Koordinaten: 10° 40′ N, 2° 49′ W
Der Lawra Municipal District im Nordwesten Ghanas ist einer von elf Distrikten der Upper West Region und hat im Westen eine gemeinsame Grenze mit dem Nachbarland Burkina Faso. Er entstand 2012 bei der Teilung des vormaligen Lawra District und beherbergt mit Lawra ein Paramountcy, also Gebiet traditioneller Autoritäten.

## Bevölkerung
Die größten ethnischen Gruppen des Distriktes sind die Dagaaba und Sisaala zwischen denen es in der Vergangenheit zu erheblichen Konflikten um Landrechte gekommen war.
Wichtigste Religionen sind das Christentum (61 %) und traditionelle Religionen (27 %).

## Geografische Lage
Die Lage am Mouhoun, der die Westgrenze des gesamten Distriktes bildet, prägt das Hügelland von Lawra.
Der Vegetationstyp ist Grassavanne. Die Regenzeit ist zwischen April und Oktober.
Die Nationalstraße 12 führt auf ihrem Weg von Wa nach Hamile in Süd-Nord-Richtung durch den Distrikt, in der Distrikthauptstadt Lawra beginnt die Nationalstraße 13 die den Distrikt östlich in Richtung Tumu und Navrongo verlässt.

## Besondere Orte
- Krokodilbecken in Eremon,
- Gefängnis, in dem Kwame Nkrumah, der spätere Präsident, gefangen gehalten wurde,
- ehemaliger Wohnort des britischen Kolonialverwalters der nördlichen Territorien der Kolonie Goldküste

## Bedeutendere Ortschaften
Nur drei Ortschaften im Distrikt, Lawra Babile und Eremon, haben städtischen Charakter, die zehn größten Kommunen sind Lawra, Babile, Eremon, Domwine, Boo, Zambo, Brifo, Tanchara, Nyangyare und Gbengbee.